# 彼得·斯滕平
彼得·斯滕平（波蘭語：Piotr Stępień，1963年10月24日—），波兰男子摔跤运动员。他曾代表波兰参加1992年夏季奥林匹克运动会摔跤比赛，获得男子古典式82公斤级银牌。